# 攜手扶弱基金
攜手扶弱基金（英語：Partnership Fund for the Disadvantaged）是香港特別行政區行政長官於2005年香港施政報告中宣布設立二億港元的基金。目的為推動社會福利界、商界和政府三方合作，建立伙伴關係，共同扶助弱勢社群。
香港特別行政區行政長官於2017年香港施政報告中宣布在2018-19年度向攜手扶弱基金注資4億元，其中2億元主要用於推行課餘學習及支援項目，預計約13萬名基層兒童受惠。

## 目的
設立基金的目的︰
- 鼓勵社會福利界擴展網絡，以爭取商業機構參與扶助弱勢社群
- 鼓勵商界承擔更大的企業社會責任，合力建立一個團結和諧、充滿愛心的社會

## 諮詢委員會
諮詢委員會由勞工及福利局局長委任，作為審核並向社會福利署署長建議應予批准的申請，以及就基金的各項運作事宜向社會福利署署長提供意見。

### 成員
| 主席 - 梁松泰（社會福利署署長） 官方成員 - 郭李夢儀（社會福利署助理署長(青年及感化服務)） 秘書 - 吳偉龍（社會福利署總社會工作主任(感化服務)） | 非官方成員 - 蔡加讚 - 賴君豪 - 劉啟鴻 - 李淑慧 - 李婉心 - 梁淑儀 - 倫智偉 - 莫仲輝 - 倪文玲 - 顏雋 - 譚健樂 - 韋增鵬 - 嚴楚碧 |

## 申請資格
- 根據香港《稅務條例》第112章第88條獲豁免繳稅的慈善非政府福利機構，均可申請此基金的等額資助
- 以下會被此基金的委員會優先考慮的項目[2]︰
  - 旨在提高就業技能/能力、提升生活質素、提升能力及倡導共融的計劃
  - 可持續和商界維繫社會夥伴合作關係的計劃
  - 能針對社會問題作出及早介入和提供預防措施的計劃及
  - 如建議項目能夠顯示非政府福利機構，為配合受惠人士不斷轉變的服務需要，而提供適切的服務及擴展與商界的夥伴合作網絡

## 資助額
慈善非政府福利機構申請的資助，每宗上限為200萬港元。

## 現時資助情況
香港政府自2005年成立此基金後，至今已撥款超過2,940萬港元資助共97個項目，商界亦作出高達3,300萬元的現金及實物資助。

## 例子
攜手扶弱基金和滙豐銀行慈善基金各撥款二百萬港元資助成立社聯－滙豐社會企業商務中心，為社會企業提供顧問服務、培訓計劃、產品推廣平台及協助投資者挑選合適社企等服務。
在2010年10月，影視紅星曾志偉和戚美珍為了協助聾人就業，他們得到該中心的協助，便成功開設社會企業素食餐廳《樂農》。該餐廳並透過慈善機構「龍耳」聘請聾人，希望此舉能夠扶助弱勢社群。

## 外部連結
- 社會福利署《攜手扶弱基金》官方網頁（页面存档备份，存于）